# Natur in Stolberg (Rhld.)

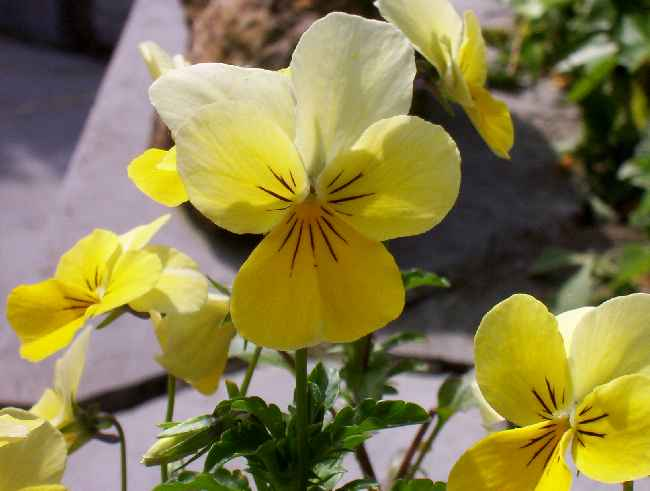
Galmeiveilchen

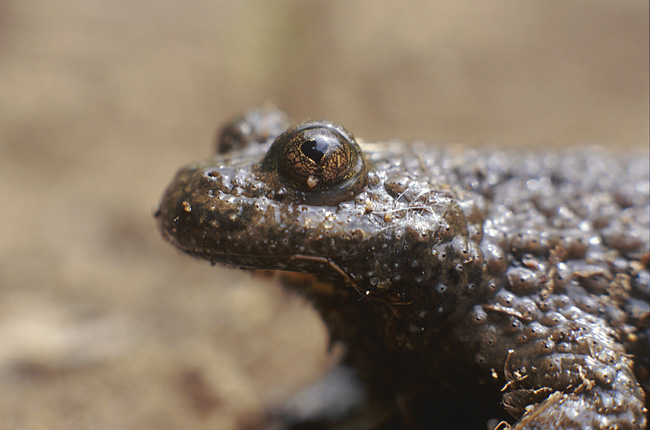
Gelbbauchunke

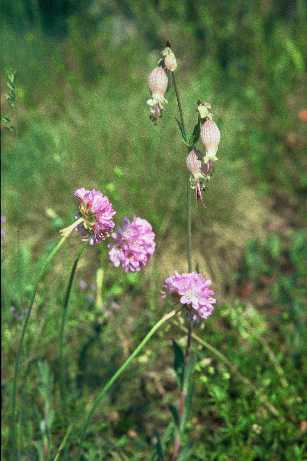
Galmei-Grasnelke und Taubenkropf-Leimkraut

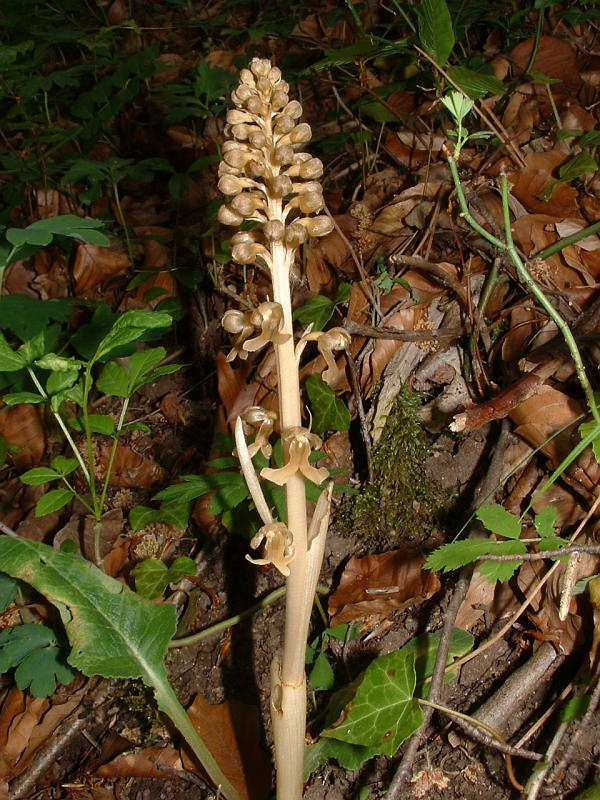
Vogelnestwurz

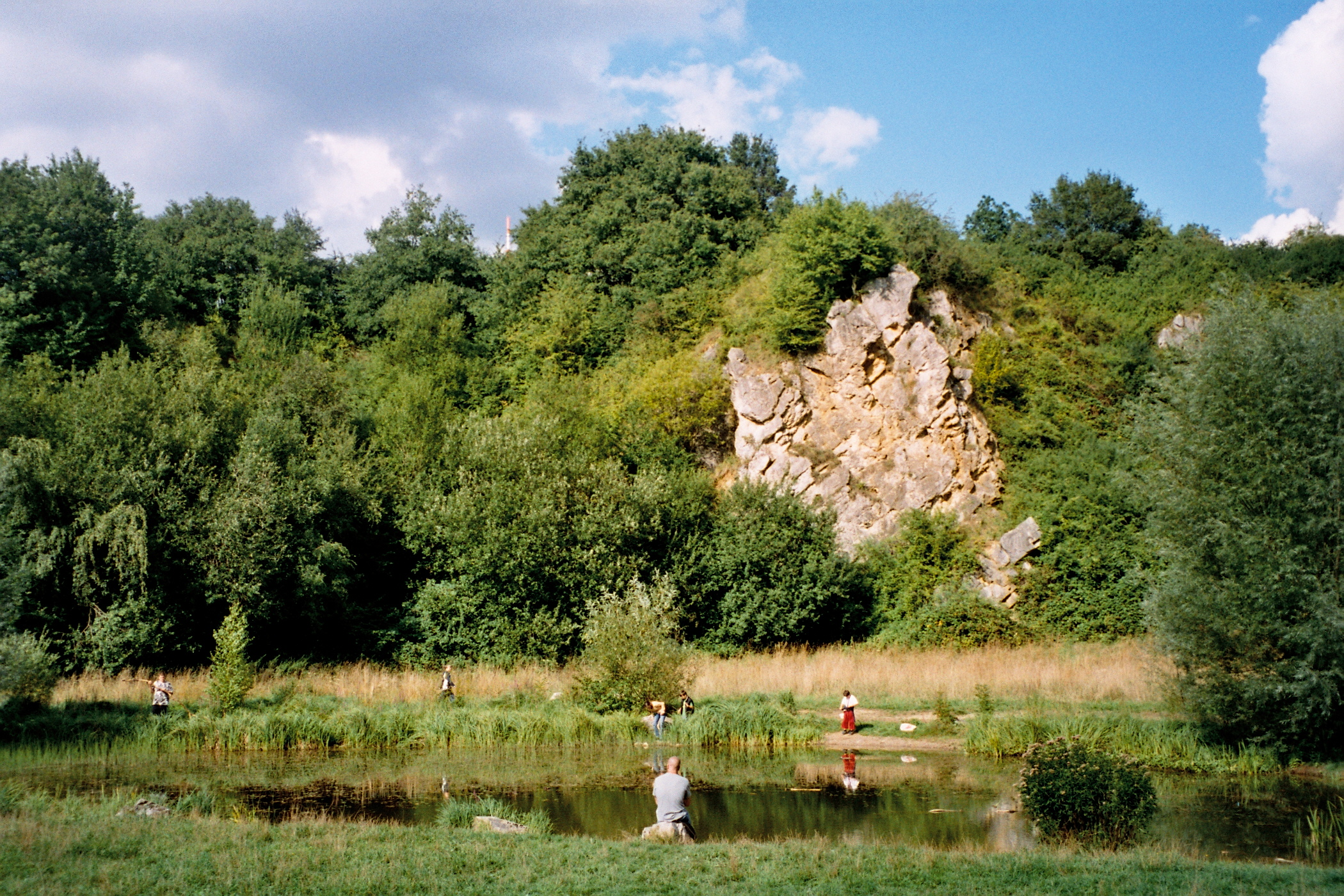
Steinbruch Gehlen

Die Natur auf dem heutigen Stadtgebiet von Stolberg (Rhld.) in der Städteregion Aachen zeichnet sich unter anderem durch seltene Arten und Lebensräumen aus, deren Ursache die geologische und landschaftliche Beschaffenheit des Stadtgebiets ist.
Achtzig Prozent des Freiraums stehen unter Landschafts- oder Naturschutz, und die Hälfte des Stadtgebiets ist als Landschaftsschutzgebiet ausgewiesen. Den Löwenanteil daran bildet der Naturpark Nordeifel, der auf Stolberger Stadtgebiet Gebiete des Vennvorlands umfasst. 1979 gab es das erste Naturschutzgebiet Werther Heide Napoleonsweg, zehn Jahre später bereits sechs geschützte Landschaftsbestandteile (gLB) und vierzehn Naturschutzgebiete (NSG): eine aktuelle Liste findet sich in der Liste der Naturschutzgebiete in Nordrhein-Westfalen.

## Galmeiflora
Die Galmeiflora als Teil einer eiszeitlichen alpinen Reliktflora gedeiht in Stolberg dank der geogenen Verbreitung von Galmei im Boden. Zu ihr zählen als prominenteste Vertreter das gelbblühende Galmeiveilchen, das weißblühende Galmei-Täschelkraut, die weißblühende Galmei-Frühlings-Miere und der Galmei-Schwingel.

## Heidegebiete
Ein Heidegebiet liegt im NSG Münsterbusch im Stolberger Norden. Hier leben Insekten wie Plattbauch, Zuckmücken, Kleine Pechlibellen, Schwarze Heidelibellen und  Gemeine Heidelibellen sowie die Kreuzkröte.

## Kalkbeeinflusste Feucht- und Waldgebiete
Kalkgebiete beherbergen vornehmlich die Orchideenarten Weißes Waldvöglein, Kleinblättrige Stendelwurz, Bienenragwurz und Vogel-Nestwurz. Durch Abholzung bleiben nur Reste von den zwei Orchideen-Buchenwäldern zwischen Breinigerberg und Vicht sowie im Gebiet des Steinbruchs Binsfeldhammer, die M. Schwickerath in seiner ausführlichen „Vegetationskarte von 1940“ beschrieb. Ebenfalls gedeiht der Seidelbast. Die Trockenrasengebiete auf devonischem Massenkalk, die durch Rodung des Buchenwaldes entstanden, beherbergen die seltenen Orchideenarten kleines Knabenkraut, Fliegenragwurz und Mücken-Händelwurz sowie die Enzianarten Fransen-Enzian und Deutscher Enzian. Der Brockenberg ist eines der wenigen Verbreitungsgebiete des Steppenfenchels oder Steppensesels im Westen Deutschlands. Auch die Krautvegetation ist kalkbeeinflusst. In einem Voreifeltal beim Vichter Burgberg liegt das gLB, wo die Überdüngung der Feuchtwiesen viele Pflanzen, die Schwickerath noch 1944 im Tal von Jägersfahrt fand, in Stolberg aussterben ließ. Hier wächst noch das Breitblättrige Knabenkraut.
Feuchtgebiete liegen in Stolberg im NSG an Saubach und Lehmsief bei Steinbachshochwald am Propsteier Wald und an der Inde an der Grenze zur Stadt Eschweiler. Der gLB Wehebachtäler und Leyberg liegt an der Grenze zur Gemeinde Hürtgenwald im Kreis Düren. Im gLB Gedautal sowie im Naturschutzgebiet Tatternsteine mit Talaue, kurz nach dem Eintritt der Inde auf das Stadtgebiet hinter Kornelimünster, siedelten sich in künstlichen Gewässern Restpopulationen von Amphibien wie Grasfrosch, Erdkröte, Teichmolch und Gelbbauchunke an. Der gLB Münsterbachtal zwischen Atsch und Kohlbusch schützt einen von Erlen, Eschen und Bruchweiden gesäumten Bachlauf, der Regenbogenforellen, Döbeln, Elritze, Stichlinge, Koppen, Gründlinge und Schmerlen beherbergt. Vögel sind hier Eisvogel, Wasseramsel und Gebirgsstelze.

## Ehemalige Steinbrüche
Einige Steinbrüche in Stolberg liegen in geschützten Gebieten: Der gLB Wiesenstraße/Donnerberg/Blankenberg um den Steinbruch Obersteinfeld schützt ein Wiesengelände mit nährstoffarmem Quellsumpf und Brachflächen. Der Kalksteinbruch Naturschutzgebiet Schomet südlich von Breinig bietet einen nährstoffarmen See, und sein Hainbuchenwald beherbergt Frühlingsgeophyten und eine Mädesüß-Hochstaudenflur. Das Steinbruchareal Auf der Rüst bildet eine ökologische Einheit mit dem Naturschutzgebiet Bärenstein und dem Naturschutzgebiet Brockenberg und beherbergt zwei Schlammteiche mit einer ausgedehnten Rohrkolbenröhrichtzone und einem Erlensumpf. Die NSG Steinbruch Binsfeldhammer und das gLB Steinbruch Bernhardshammer bilden mit dem Waldgebiet auf dem Hammerberg ein zusammenhängendes Naturschutzgebiet und bieten ein umfassendes erdgeschichtliches Standardprofil. Das Waldgebiet beherbergt wärmeliebende Arten, auf der vernässten Sohle bedrohte Amphibienarten, die hier laichen, und an trockenen Stellen Ruderalvegetation. Im Gestein der NSG Schomet und Bernhardshammer können Fossilien gefunden werden.